# فندق‌لی (پوزانتی)
فندق‌لی (به ترکی استانبولی: Fındıklı) یک منطقهٔ مسکونی در ترکیه است که در پوزانتی واقع شده‌است.